# Cyphocharax spilurus
Cyphocharax spilurus is een straalvinnige vissensoort uit de familie van de brede zalmen (Curimatidae). De wetenschappelijke naam van de soort is voor het eerst geldig gepubliceerd in 1864 door Günther.
Deze bentopelagische zoetwatervis stamt uit Zuid-Amerika. Het verspreidingsgebied omvat het stroomgebied van de Cuyuni in Guyana en het osten van Venezuela, de kustrivieren van de Guiana's van de Essequibo van Guyana tot de Mana van Frans Guina en de bovenloop van de Branco in Brazilië, mogelijk ook in de Orinoco en de bovenloop van de Negro. De vis leeft bij stroomversnellingen en in kreken met zandige of stenige bodems. Hij eet afval en paait tijdens de regentijd in overstroomde gebieden.